# Geum urbanum
Geum urbanum L., 1753 è una pianta perenne della famiglia delle Rosacee, nota nel passato anche come erba di San Benedetto.

## Descrizione
È una pianta perenne che raggiunge i 20-60 cm di altezza, fiorisce tra maggio e agosto nell'emisfero settentrionale con fiori di 1-2 cm di diametro e cinque petali di colore giallo brillante. I fiori sono ermafroditi, aromatici e impollinati dalle api. Il frutto presenta puntini rossi con uncini che si attaccano alla pelliccia di animali come i conigli per migliorare lo spargimento dei semi. 

## Proprietà e usi
Gli estratti di questa pianta sono comunemente usati contro il mal di stomaco e l'anoressia. Inoltre si impiega anche come tonico digestivo per gli anziani. Malgrado ciò, il Geum urbanum contiene un ingente quantità di tannini, quindi il suo abuso può essere tossico e causare vomito.
Un altro uso comune è usare gli estratti nei gargarismi per le infezioni della bocca e delle gengive.
La radice viene utilizzata anche come spezia nelle zuppe e si usa anche per aromatizzare un particolare tipo di birra inglese.

## Storia
Nel Medioevo questa pianta era chiamata "l'erba benedetta", poiché si riteneva che avesse il potere di proteggere dagli spiriti maligni e dalle bestie velenose, inoltre la radice di questa pianta veniva indossata come amuleto. Nell'Hortus Sanitatis (libro scritto nell'anno 1491) sono riportate le proprietà di questa pianta, ed è anche scritto "Dove la radice è la casa, Satana non può fare nulla e se un uomo porta la radice su di sé, nessuna bestia velenosa può fargli nulla".